# Хан Йери
Хан Йери́ (кор. 한예리, род. 23 декабря, 1984, Чечхон) — южнокорейская актриса.

## Карьера
На протяжении карьеры Хан преимущественно снималась в короткометражных и независимых фильмах. Обратила на себя широкое внимание в спортивной драме «Корея» для роли в которой выучила хамгёнский диалект корейского языка, исполнив роль северокорейской настольной теннисистки Ю Сунбок.
Получила главные роли в фильмах «Выпускник» (2013), «Морской туман» (2014) и романической комедии «Драматичная ночь» (2015). Снялась в тепло встреченном критиками инди-фильме Ким Джонгвана «Худшая из женщин» (2016). Помимо полнометражных фильмов играла в сериалах — исторической драме «Шесть летающих драконов» (2015—2016) и молодёжной комедии «Молодое поколение» (2016—2017).
В 2021 году дебютировала в Голливуде, снявшись в фильме «Минари». Картина была номинирована на «Оскар» в шести категориях: «лучший фильм», «лучший режиссёр», «лучший актёр», «лучшая музыка», «лучший оригинальный сценарий», «лучшая женская роль второго плана».
В апреле 2021 года подписала контракт с американским агентством Echo Lake Entertainment и подтвердила своё участие в церемонии вручения премии «Оскар».
В начале 2022 года вышла замуж.